# Dimitris Fampas
Dimitris Fampas (griechisch Δημήτρης Φάμπας, * 22. Dezember 1921 Milina, Lafkos, in der Nähe von Volos; † 3. Mai 1996) war ein griechischer Gitarrist und Komponist.
1955/56 und 1959 studierte er als Stipendiat in der Gitarrenklasse von Andrés Segovia an der Accademia Musicale Chigiana in Siena (Italien) und der Academy of Santiago (Spanien). Konzerte führten ihn in viele europäische Länder, in die USA und Russland. Er veröffentlichte zahlreiche Werke für Gitarre bei internationalen Verlagen (Ricordi Milano, Ricordi Brazil, Max Eschig Paris, Columbia Music USA, Lathkil Music Publishers London, Ph. Nakas und Papagrigoriou-Nakas Athen, M. Nikolaidis-Orpheus Editions Athen, Mel Bay). Das größte internationale Interesse haben seine griechischen Tänze wie Karagouna, Sousta und Ballos.

## Werke

### Werke für Gitarre solo
- Triplet Memory, Emilio Pujol gewidmet
- Reverie
- Valsa de Brasilia, Ronoel Simoes gewidmet (1. Version)
- Vals (2. Version)
- Danse Syrtos
- Danse Ballos
- A Heart-Felt Conversation, Andres Segovia zum 90. Geburtstag gewidmet
- Suite Nr. 3, sur une forme ancienne. Prélude - Bourrée - Allemande - Aria Melancolique - Loure 1&2
- Jeux d'Enfants (Kavatina Nr. 1)
- Conte (Kavatina Nr. 1)
- Poeme (Kavatina Nr. 10), Notis Mavroudis gewidmet
- Danse Imaginaire (kavatina Nr. 1), Liza Zoi gewidmet
- Karagouna, griechischer Tanz
- Vvlacha, griechischer Tanz
- Sousta, griechischer Tanz (1. Version)
- Sousta, griechischer Tanz (2. Version)
- Vision
- Te Cuntry of Cntaurs, griechische Suite
- Tsamikos Danse, griechische Suite
- Ravines, griechische Suite
- Syrtaki Danse, griechische Suite
- Bolero
- Marche of Spain
- Suite No. 2 for a Beloved Family, Jeni, Eva und Evangelos gewidmet
- Aadmiration (Kavatina Nr. 2)
- Little Waltz (Kavatina Nr. 2)
- Sensations (Kavatina Nr. 2)
- 24 Concert Studies, Nr. 1–12 Ida Pesti gewidmnet, Nr. 13–24 Andres Segovia gewidmet
- 23 Melodies for Children and Young Guitarists (A Dream, Guahira Danse, Tsamikos Danse, For Eva, Milina, Varcarola, Prelude, Petit Vals u. a.)
- Romantza
- Greek Song
- Evgenoula, Theme with Variations
- 9 Sentimental Preludes
- Sentimental Suite (6 Lieder, seiner Verlobten gewidmet)
- Melodies for Young Guitarists, 2. Sammlung (Minuet, Tender Moments, The girl in Green, The Phone-Call, Song without Words Nr. 1 und 2, A Vals for a Great Woman u. a.)
- A Lafkos’ Faire
- Segovia's Portrait
- The Windsong

### Werke für Gitarrenduo
- Fantasy, Evangelos und Liza gewidmet
- Greek Danse of Corfou
- Greek Song of Thessaly
- Danse Ballos
- Petit Vals

### Werke für Gitarrenensemble
- Greek Fiesta für drei Gitarren (A Fair of Pilion)
- Tzenu, Variationen für drei Gitarren (Suite for a Beloved Family)
- The Layiarni, Variationen über ein griechisches Volkslied für Gesang und Gitarrenorchester
- Ode to Peace, für Gesang und drei Gitarren, nach dem Gedicht Frieden von J. Ritsos
- Songs für Gesang und Gitarre nach Texten von L. Raftopoulos und B. Spilios